# Metafora concettuale
Nella linguistica cognitiva la metafora è definita come la comprensione di un dominio concettuale nei termini di un altro dominio concettuale, per esempio l'esperienza di vita di una persona nei confronti dell'esperienza di un'altra persona. Un dominio concettuale è una qualsiasi organizzazione coerente dell'esperienza.
Quest'idea - ed i suoi processi di fondo - furono esplorati in dettaglio per la prima volta da George Lakoff e Mark Johnson in Metafora e vita quotidiana ("Metaphors We Live By").

## Mappature
Una metafora concettuale si basa su due domini concettuali, dove un dominio viene compreso nei termini di un altro. Le espressioni metaforiche linguistiche sono parole o altre espressioni linguistiche che provengono dalla lingua o dalla terminologia del dominio concettuale concreto. Le metafore concettuali restano sottostanti alle espressioni metaforiche. Esse tendono ad essere pre-linguistiche, facendo assunzioni fondamentali riguardanti lo spazio, il tempo, il movimento, il conteggio, il controllo, ed altri elementi essenziali dell'esperienza umana.
Il dominio concettuale da cui sono tratte le espressioni metaforiche è detto dominio sorgente.
Il dominio concettuale che si tenta di capire è detto dominio obiettivo o dominio bersaglio.
Le metafore concettuali impiegano tipicamente un concetto astratto come obiettivo e un concetto concreto o fisico come sorgente. Ad esempio, metafore quali 'i giorni a venire' oppure 'offrire il proprio tempo' si affidano a concetti più concreti, esprimendo così il tempo (il concetto più astratto o bersaglio) come un (più concreto) percorso nello spazio fisico o come una sostanza che può essere presa o offerta in dono. Metafore concettuali differenti tendono ad essere invocate quando l'oratore tenta di sostenere un punto di vista o condotta di azione.  Ad esempio, tendiamo ad associare i 'giorni a venire' con la leadership e 'offrire il proprio tempo' con la negoziazione (se il tempo è una sostanza, chiaramente, dovrà essere scambiato con cose di sostanza, e questa metafora chiarisce ciò meglio della metafora precedente). La selezione di tali metafore tende ad essere diretta da uno scopo subconscio o implicito, nella mente di chi le sceglie.
Il principio di unidirezionalità afferma che il processo metaforico va tipicamente dal concreto all'astratto, ma non nella direzione opposta.  Di conseguenza, i concetti astratti sono compresi in termini di concetti-campione concreti. Una versione estrema di questa prospettiva è espressa nella scienza cognitiva della matematica, dove si propone che la matematica stessa, il mezzo di astrazione più ampiamente accettato nella comunità umana, risente di una tendenza cognitiva unica agli esseri umani, ed ai processi campione, p. es. il conteggio, il movimento lungo un percorso, che sono compresi da tutti gli esseri umani attraverso le loro esperienze.
Una mappatura è l'insieme sistematico di corrispondenze che esiste tra gli elementi costituenti dei domini sorgente e bersaglio. Molti elementi dei concetti bersaglio vengono dai domini sorgente e non sono preesistenti. Riconoscere una metafora concettuale significa riconoscere l'insieme di mappature applicabili ad un dato accoppiamento sorgente-bersaglio.

## La lingua e la cultura come mappature
Si presume che tale conoscenza sia largamente inconscia ed emerga nell'acquisizione del linguaggio. Willard Quine e altri autorevoli esponenti della più recente filosofia della matematica hanno sostenuto che ogni linguaggio naturale umano riflette un'ontologia data per scontata che facilita l'impiego di alcune metafore concettuali e ne rende altre più difficili o complesse, e pertanto meno convincenti. Se così è, ogni linguaggio naturale diventa una 'mappatura' dall'esperienza concreta della vita umana primitiva al più astratto e socialmente prescritto 'dominio bersaglio' della cultura. Una conseguenza di questo sarebbero grandi difficoltà di apprendere una nuova lingua naturale nella vita adulta, come effettivamente sembra verificarsi.
Alcune metafore concettuali discusse in Lakoff, Johnson, 1980, sono:
- L'AMORE È UN VIAGGIO
- LE ORGANIZZAZIONI SOCIALI SONO PIANTE
- LA DISCUSSIONE È UNA GUERRA

Ognuna di queste invoca certe presunzioni circa l'esperienza concreta e richiede che il lettore o ascoltatore le applichi ai concetti molto più astratti dell'amore o dell'organizzazione sociale allo scopo di comprendere la frase dove la metafora concettuale è usata.
Vi sono numerosi modi in cui questo processo di assunzione ed applicazione di metafore manipolerebbe la percezione e la comunicazione umana, soprattutto nei mezzi di comunicazione di massa e nella politica pubblica.
In modo simile, il filosofo Colin Murray Turbayne sostiene che “morto metafore” dei tempi antichi possono avere una sottile influenza sullo sviluppo delle moderne teorie scientifiche.  Fornisce diversi esempi del modo in cui l'umanità è stata vittima di numerose metafore antiche. Sostiene che sia Isaac Newton che René Descartes introdussero "metafore meccanicistiche" che furono successivamente incorporate nelle teorie scientifiche sviluppate da diversi filosofi tra cui: Immanuel Kant, George Berkeley e David Hume. Sostiene inoltre che le metafore presenti nel dialogo di Platone “Timeo” continuano ad avere una profonda influenza sullo sviluppo delle moderne teorie del linguaggio e dell’epistemologia.

## Modello di propaganda
Noam Chomsky, un altro linguista, ha proposto (con Edward S. Herman) un modello della propaganda consistente di filtri mediatici che impediscono a notizie o opinioni che violano le metafore concettuali fondamentali degli uditori di essere affatto ascoltate nell'arena pubblica. A suo parere, la capacità umana fondamentale di acquisizione linguistica e metaforica viene abusata restringendo, nei mezzi di comunicazione di massa, la gamma ed il tipo di metafore cui è esposto il cittadino.
Specificamente, mappature che diano rilievo alla stabilità della proprietà o alla paura del conflitto con l'autorità tenderebbero ad essere enfatizzate in un mezzo di comunicazione di massa a controllo privato-corporativo, e mappature che tendessero a dar rilievo al rischio di conflitti sulle risorse o di iniquità tenderebbero ad essere de-enfatizzate, o completamente censurate.

## Etica e ruoli familiari
Un'affermazione meno estrema ma simile è quella fatta da George Lakoff in 'Moral Politics': l'arena politica pubblica riflette necessariamente una metafora concettuale fondamentale della "famiglia", e di conseguenza ci si possono aspettare figure "paterne", "autoritarie", "di destra" e figure "materne", "allevatrici", "di sinistra", che non possono essere fondamentalmente alterate da alcuna lotta o opposizione diretta. Due prospettive fondamentali dell'economia politica sorgono dal desiderio di vedere lo stato-nazione agire 'più come un padre' o 'più come una madre'.
L'urbanista teorica ed eticista Jane Jacobs fece questa distinzione in termini meno legati al genere differenziando tra un'"etica del guardiano" ed un'"etica del commerciante". La custodia ed il commercio erano due attività concrete che un essere umano tendeva ad imparare ad applicare metaforicamente a tutte le scelte nella vita futura.  In una società dove custodire i bambini era il dovere femminile primario, mentre commerciare in un'economia di mercato era il dovere maschile primario, nella cognizione propria del bambino i due presunti ruoli di Lakoff sarebbero stati assegnati rispettivamente alla madre ed al padre.
Entrambe queste teorie suggeriscono che possano esservi grandi condizionamenti sociali e pressioni verso specifiche tendenze cognitive. A prova di ciò, gli antropologi osservano che tutte le società tendono ad avere ruoli assegnati per età e per genere.

## Linguistica e politica
Lakoff, Chomsky, e Jacobs dedicano tutti una elevata proporzione del proprio tempo all'attualità ed alla teoria politica, cosa che suggerisce che vi sia almeno una tendenza dei teorici della metafora concettuale o linguisti rispettati a mettere in pratica le loro opinioni da attivisti.  In effetti, se le metafore concettuali sono così fondamentali come tutti loro sembrano pensare, essi potrebbero letteralmente non avere scelta.
I critici di questo approccio etico al linguaggio tendono ad accettare che le locuzioni idiomatiche riflettono fortemente le metafore concettuali, ma la grammatica effettiva molto meno (affermazione accettata da Chomsky), ed i concetti transculturali più fondamentali del metodo scientifico e della pratica matematica tendono a minimizzare l'impatto delle metafore (asserzione fermamente respinta da Chomsky). Tali critici tendono a vedere sia Lakoff, che Chomsky che Jacobs come 'figure di sinistra', e non accetterebbero la loro politica come qualsiasi tipo di crociata contro un'ontologia radicata nella lingua e nella cultura, ma piuttosto come un passatempo peculiare, né parte della scienza linguistica né di grande utilità.
In parziale risposta a critiche del genere, Lakoff e Raphael Nunez, nel 2000, proposero una scienza cognitiva della matematica che spieghi la matematica come conseguenza - e non alternativa - della dipendenza umana verso la metafora concettuale per comprendere l'astrazione in termini esperienziali concreti fondamentali.

## Neurobiologia
Gerald Edelman riconosce alla metafora un ruolo fondamentale e peculiare nello sviluppo delle reti cerebrali,una funzione che tra l'altro le differenzia dalle pretese dell'intelligenza artificiale.